# Море Бофорта
Море Бофорта (англ. Beaufort Sea, фр. mer de Beaufort) — окраинное море Северного Ледовитого океана, омывающее северные берега Канады и Аляски.

## Этимология
Море названо в 1825 году британским мореплавателем Джоном Франклином в честь морского офицера, военного гидрографа и картографа (позже — контр-адмирала) Фрэнсиса Бофорта.

## Гидрография
Море омывает северное побережье Северо-Западных территорий, Территории Юкон, и Аляски. К морю Бофорта примыкает западная часть Канадского Арктического архипелага. Его южную границу формируют Канадский и Юконско-Аляскинский арктический шельф. Восточная граница проходит вдоль канадских островов Банкс и Принс-Патрик, с северо-запада море ограничено условной линией, соединяющей мыс Барроу на Аляске с мысом Лендс-Энд на острове Принс-Патрик. С запада с морем Бофорта граничит Чукотское море.
Площадь моря Бофорта, согласно Британской энциклопедии, около 476 000 км², согласно Большой российской энциклопедии — 481 000 км². Средняя глубина — 1004 м, максимальная — 15 360 футов (4680 м) по данным Британской энциклопедии и 3749 м согласно БРЭ. Объём (по данным БРЭ) — 739 000 км³. Климат арктический, характеризующийся суровой зимой и сравнительно тёплым коротким летом. Средняя температура воздуха в акватории моря Бофорта в январе от −28 °C до −30 °C, в августе — от 6 °C до 8 °C. Вся поверхность моря покрыта льдом круглый год, за исключением южной прибрежной части, где лёд вскрывается в августе-сентябре на расстояние 50—100 км от берега. Водная масса может быть разделена на 4 горизонтальных слоя:
- поверхностная — на глубинах до 330 футов (100 м) — наиболее холодная, с диапазоном температур от −1,4 °C в конце лета до −1,8 °C зимой;
- подповерхностная, формируемая водами Тихого океана и Берингова моря, поступающими через Берингов пролив; эта масса, простирающаяся почти до Северного полюса, намного теплей поверхностной;
- глубинная, формируемая водами Атлантического океана и наиболее тёплая — от 0 °C до 1 °C;
- придонная, с диапазоном температур от −0,4 °C до −0,8 °C[1].

Направление поверхностных и подповерхностных течений тесно связано с общей системой течений Северного Ледовитого океана. Поскольку к северу от моря Бофорта циркуляция океанских вод происходит по часовой стрелке, большинство течений в самом море направлено на юг или юго-запад, и лишь близ устья реки Маккензи наблюдается восточное течение. На южной периферии циклонального круговорота прогретые до 2 °C поверхностные воды (солёность порядка 28 ‰) переносятся на восток, а на его северной периферии арктические воды с температурой от −0,5 °C до 1 °C и солёностью около 32 ‰ — на запад. Приливы полусуточные, с небольшим диапазоном высот (от 0,3 до 0,5 м).
Рельеф дна сложный. Шельф самый узкий в Северном Ледовитом океане, в особенности в районе мыса Барроу. Максимальная ширина, вблизи устья реки Маккензи, не превышает 145 км. Канадский и Юконско-Аляскинский арктический шельфы образуют отличные структуры; если Канадский шельф в ширину достигает в среднем 110 км и выдаётся на северо-восток, то ширина Аляскинского шельфа, тянущегося на восток-юго-восток, составляет только 50 км. К востоку от острова Хершел шельф рассекает большой подводный каньон, известный как жёлоб Маккензи; глубины у кромки жёлоба составляют порядка 80 м, по направлению к его оси быстро понижаясь до 3500 м. В целом шельф монотонно понижается на север до глубины 200 м, ближе к побережью (в особенности в дельте реки Маккензи) изобилует мелкими галечными островами, высота которых над уровнем моря не превышает нескольких метров. Материковый склон относительно пологий, сильнее расчленённый подводными расщелинами и уступами в западной, чем в восточной части. Севернее располагается Канадская котловина с глубинами до 3 (по другим источникам, ближе к 4) км, в центре которой протянулось поднятие Бофорта — подводное плато с минимальной глубиной над гребнем 913 м, далеко вдающееся в море западнее острова Банкс. Геологически дно под Канадской котловиной представляет собой мощную плиту, родственную океаническим. Крупнейшие острова моря Бофорта — Хершел (7 квадратных миль, или 18 км²) и Бартер (5 квадратных миль, или 13 км²) — расположены западнее устья Маккензи.
Помимо Маккензи, в море Бофорта впадают такие крупные реки, как Колвилл и Андерсон. Река Маккензи ежегодно выносит в море 300 км³ пресной воды, а также, по разным данным, от 15 до 85 миллионов тонн осадочного материала. Среди взвеси, выносимой в море рекой Маккензи, в высоких концентрациях содержатся доломит и карбонат кальция. Северо-западные ветры и вращение Земли способствуют переносу осадков на большие расстояния на восток от дельты Маккензи, и мощный слой осадочных пород покрывает дно Канадской котловины.
Море Бофорта имеет несколько бухт (Диз, Смит, Гаррисон, Прадо, Камден) и заливов (Маккензи, Кугмаллик, Ливерпул, Амундсена).

## Экономическое значение
Главным природным ресурсом моря считаются залежи нефти на шельфе, которые являются геологическим продолжением разведанных месторождений в окрестностях реки Маккензи и на т. н. Северном склоне (часть территории Аляски).
Впервые море Бофорта было исследовано в 1960-е годы, и в 1973 году на Канадском шельфе была пробурена первая нефтяная скважина. Первая морская нефтедобывающая платформа была открыта в 1986 году, когда компания Gulf Canada добыла более 50 тыс. м³ нефти из природного резервуара Амаулигак, продав её в Японию.
Коренное население прибрежных районов (инупиаты, инувалуиты, кучины) ведёт в море Бофорта морской рыболовный и зверобойный промысел; охота и рыбная ловля ограничены собственными потребностями населения. Крупнейший населённый пункт вблизи от моря Бофорта — Прудо-Бей на Аляске, ставший центром нефтедобычи на Северном склоне. По 1300-километровому Трансаляскинскому нефтепроводу сырая нефть из Прудо-Бея поступает в незамерзающий порт Валдиз на юге Аляски.
Между США и Канадой существуют разногласия относительно делимитации морской границы в море Бофорта. Корни разногласий уходят в русско-английский договор 1825 года, права по которому были унаследованы США в 1867 и Канадой, но принципиальным спор стал с 1976 года, когда американская сторона выдвинула возражения против выдачи канадцами концессий на добычу нефти и газа в спорной зоне. Канадская сторона, опираясь на текст договора, утверждает, что граница должна проходить по 141-му градусу западной долготы как на суше, так и на море, тогда как США считают, что это касается только сухопутной границы, тогда как на море действуют обычные законы делимитации.

## Экосистема моря Бофорта
Море Бофорта входит в состав одноимённой морской экосистемы (вместе с заливом Амундсена). В море Бофорта насчитывается более 70 видов фитопланктона, хотя его общая биомасса невелика. Обнаружено также примерно 80 разновидностей зоопланктона и около 700 — придонных ракообразных и моллюсков. Некоторые ракообразные (в том числе бокоплавы) постоянно живут на нижней поверхности льдин, скрываясь в трещинах и канавках от хищников. Морскую экосистему моря Бофорта относят к III классу низкой продуктивности (менее 150 г углерода на квадратный метр в год).
В связи с тем, что эта часть Северного Ледовитого океана до сих пор относительно не задействована в коммерческом судоходстве, она является важным местопребыванием для китов (в частности, гренландского кита) и белух. 21 вид рыб (некоторые из них анадромные) добывается в коммерческих объёмах, в том числе омуль, сибирская ряпушка, чир и мальма. Заметное место в ихтиофауне занимает арктический голец, из Берингова моря в море Бофорта проникают тихоокеанская сельдь и сбившиеся с пути лососёвые. На побережье моря гнездится множество уток, гусей, лебедей, ржанок и морских птиц. Среди млекопитающих моря Бофорта также кольчатая нерпа и белый медведь, в чьём рационе она занимает важное место.
Проводившиеся в 2011—2012 годах исследования показали рост содержания кислоты в водах моря Бофорта. Исследователи пришли к выводу, что при сохранении этой тенденции уже к 2030 году под угрозой окажутся не только многие моллюски и ракообразные этого региона, но также рыбы и китообразные>. Другая угроза, связанная с глобальным потеплением — отступление морских льдов, представляющих собой естественную среду обитания кольчатой нерпы, и эрозия береговой линии.

## История
Море Бофорта получило своё имя в 1826 году, когда Джон Франклин назвал водное пространство, омывающее берега Аляски, именем своего коллеги по Королевскому военно-морскому флоту, гидрографа Фрэнсиса Бофорта. После того, как Джеймс Кук доказал, что западный вход в Северо-Западный проход возможен только севернее Аляски, усилия по его поиску сосредоточились в этих широтах. Однако первые европейские суда достигли моря Бофорта только в 1849 году, когда санные партии Уильяма Пуллена, ведущие поиск пропавшей экспедиции Франклина, проникли туда через пролив Барроу в сопровождении судна Nancy Dawson. На следующий год в этих водах появилось уже настоящее исследовательское судно — Investigator под командованием Роберта Мак-Клура, а в 1851 году — Enterprise под командованием Ричарда Коллинсона. Оба корабля использовали узкую полосу свободного ото льда моря, чтобы вначале достичь острова Банкс, а затем проследовать дальше на запад.
В 1854 году в море впервые побывали американские китобои, чей интерес к этим водам возрос после того, как в Чукотском море были обнаружены большие стада гренландских китов. Выяснилось, что большое поголовье китов имеется также в море напротив устья реки Маккензи, но китобойный промысел в море Бофорта не получил значительного развития до 1873 года. Короткий сезон навигации не позволял промысловикам проникать далеко в эти воды, пока не была обнаружена удобная бухта на острове Хершел, где китобойные суда оставались на зимовку в период с 1890 по 1914 год; использовались также более восточные места зимовки на острове Бейлли и у берегов мыса Парри.
Разведанные китобоями бухты служили местом складирования припасов в том числе и для исследовательских экспедиций. Одна из таких экспедиций была предпринята в поисках так называемой Земли Кинана, о наблюдении которой сообщил американский китобой Джон Кинан в 1870 году. Согласно его отчёту, это был гористый остров в 300 милях севернее Аляски. Однако несмотря на все поиски Земля Кинана так и не была обнаружена.
С 1950-х годов в районе моря Бофорта ведётся международная исследовательская работа с участием авиации, ледокольного флота, атомных подводных лодок и дрейфующих полярных станций. Значительная часть этой работы до 1981 года координировалась с морской полярной исследовательской лаборатории Барроу, основанной в 1947 году Управлением морских исследований США.